# ستاره پنج‌خط

یک پنتاگرام

ستاره‌ پنج‌خط یا پنتاگرام (به انگلیسی: Pentagram) شکلی هندسی است که از پنج خط تشکیل شده و به شکل ستاره است.
پنتاگرام شکلی از ستاره دارای پنج نقطه (یا پنج گوشه) است و توسط پنج خط کشیده می‌شود. کلمهٔ «پنتاگرام» از کلمهٔ یونانی πεντάγραμμον منشأ گرفته‌ که به معنی پنج خط است.
پنتاگرام به عنوان سمبل دینی ای ارزشمند توسط بابلی‌ها و نیز یونانی‌ها در یونان باستان استفاده می‌شده است. بسیاری از کسانی که پیرو نئوپاگانیسم هستند، از این سمبل استفاده می‌کنند.
پنتاگرام ید طولایی در رابطه با سیاره ناهید (ونوس♀) دارد و آن را سمبل این سیاره می‌شمارند. سیاره ناهید نماد مادینه مقدس است که در مسیحیت آن را مریم مجدلیه می‌نامند (البته بعد از گفته‌های کتاب راز داوینچی اثر دن براون بیشتر مرسوم شد) و در ایران باستان آناهیتا نام داشت. همچنین سیاره ونوس هر هشت سال، شکل ستاره پنج پر را می‌پیماید یعنی چرخشش چنین شکلی را به وجود می‌آورد.
اولین استفاده از ستاره پنج پر به پنج هزار سال پیش در بین‌النهرین در نزد سومریان بر می‌گردد. سومریان آن را به عنوان شکل تصویر (Pictogram) کلمه UB به معنی گوشه به کار می‌بردند. در شکل تصویر سومریان، ستاره پنج پر در شماره ۳۰۶ بود، پنج گوشه ستاره پنج پر به معنی هرمز (مشتری)، تیر (عطارد)، بهرام ♂ (مریخ)، کیوان (زحل)، و ناهید ♀ (زهره) است به معنی ملکه بهشت ایشتار (Ishtar).

## ادیان

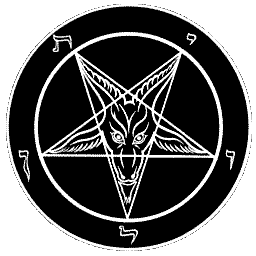
علامت سیگیل بافومت علامت رسمی شیطان‌گرایی لاویایی و کلیسای شیطان است.

- در قرون وسطا مسیحی‌ها ستاره پنج پر را به عنوان طلسم ضد شیطان و عجوزه‌ها به کار می‌بردند ستاره پنج پر در زمانی نشانه شهر اورشلیم بوده‌است.

- در شیطان‌گرایی از پنتاگرام معکوس که در وسط آن سر یک بز طراحی شده و ریشش در ضلع پایین، گوش‌هایش در دو ضلع وسط و شاخهایش در دو ضلع بالا قرار دارند به عنوان نماد استفاده می‌شود و به آن بافومت و اغلب سیگیل آو بافومت می‌گویند. شیطان‌گرایان واژه بافومت را با هجاهای مساوی: (با-فو-مت) تلفظ می‌کنند و البته "ت" آخر واژه، کمی سخت تر و محکم تر تلفظ می‌شود.[۴]

- در نوپگانیسم، پنتاگرام به عنوان سمبل اصلی شناخته شده‌است و به عنوان نشانه‌ای از پنج عنصر الهام، آب، باد، آتش و زمین (خاک) است.

- لوگو آیین بیانی که سید علی محمد باب آنرا با متن‌های گوناگون نوشته و دست خط‌های گوناگون آن موجود است نیز شبیه همین ستاره پنج پر است که به نام لوح هیکل شناخته می‌شود. لوح هیکل در آیین بیانی مقدس بوده و نام‌های الله، محمد، علی، حسن، حسین و فاطمه در گوشه‌ها و مرکز آن نگاشته شده است.[۵][۶]

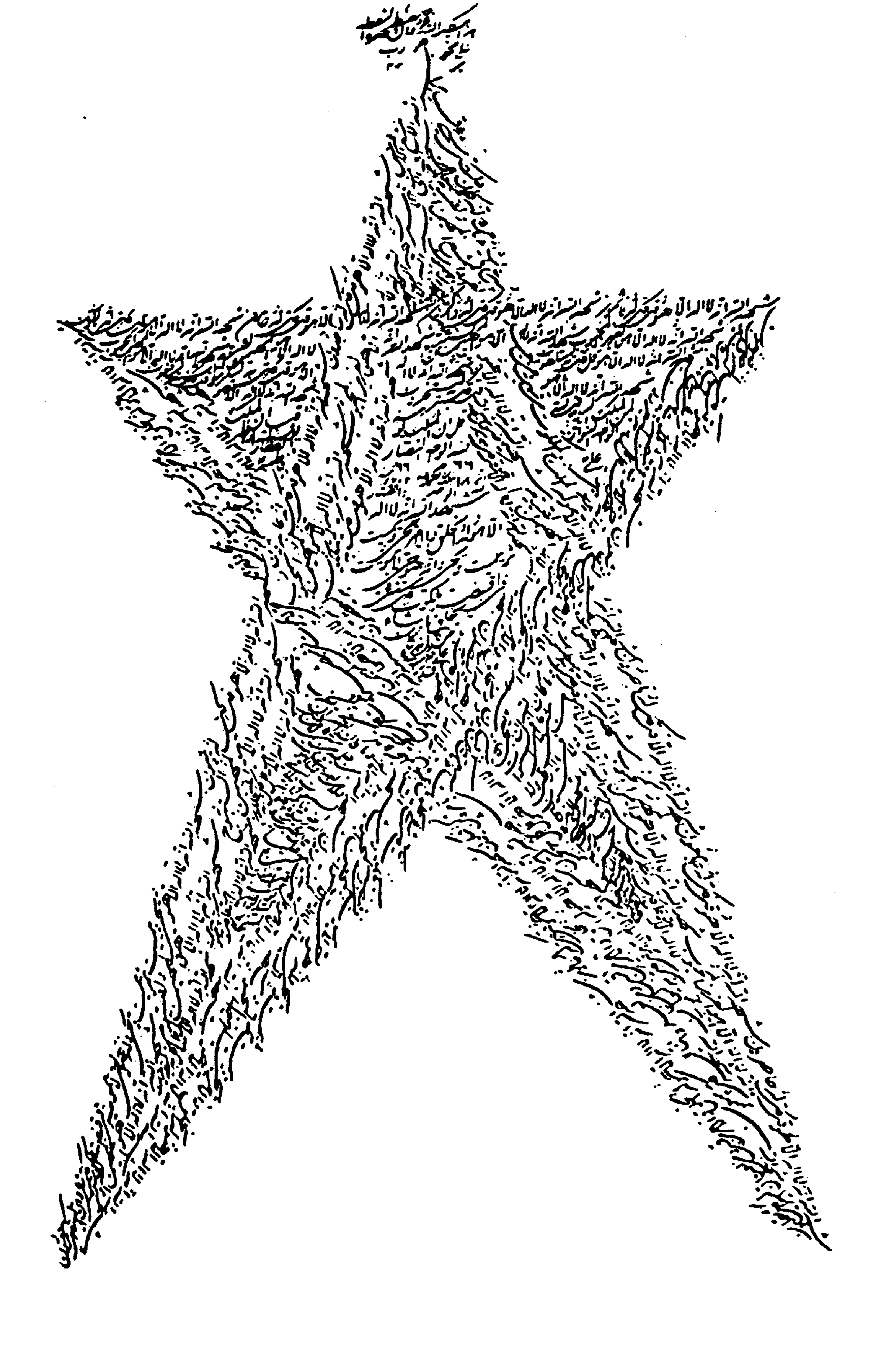
لوح هیکل، دستخط باب، لوگو آیین بیانی

## نگارخانه

پنتاگرام بدون خطوط داخلی
پنتاگرام با خطوط داخلی
پنتاگرام با خطوط داخلی درون دایره
پرچم علویان مراکش
پرچم مراکش